# Городківська сільська територіальна громада
Городківська сільська територіальна громада — територіальна громада в Україні, у Тульчинському районі Вінницької області. Адміністративний центр — село Городківка.
Площа громади — 463,78 км², населення — 11 887 мешканців (2020).
19 липня 2020 року, в результаті адміністративно-територіальної реформи та ліквідації Крижопільського району громада увійшла до складу Тульчинського району.

## Населені пункти
У складі громади 6 селищ (Вербецьке, Горби, Мар'янівське, Рудник , Суха Долина, Файгород) та 19 сіл:
- Андріяшівка
- Вербка
- Висока Гребля
- Вільшанка
- Гарячківка
- Городківка
- Дахталія
- Джугастра
- Долинка
- Доярня
- Кісниця
- Кринички
- Леонівка
- Мар'янівка
- Одаї
- Петрунівка
- Савчине
- Теклівка
- Шуми